# گلند کابل

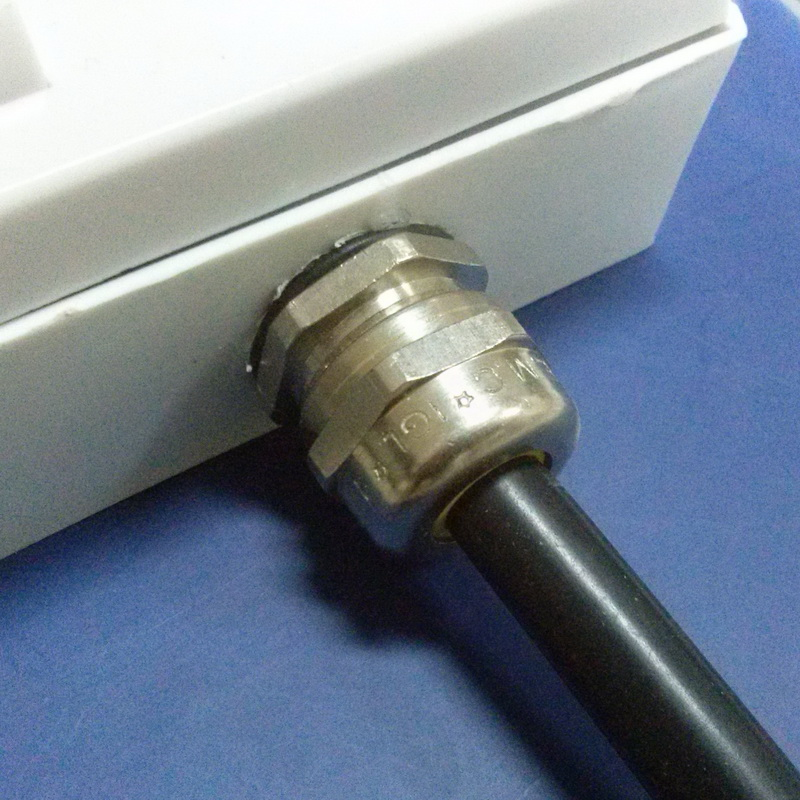
گلند نصب شده برروی کابل جهت اتصال کابل به بدنه جعبه تقسیم.

گلند کابل وسیله‌ای است که از آن برای اتصال کابل به جعبه تقسیم استفاده می‌شود. گلندها به صورت پلاستیکی، پلیمری و فلزی در اندازه‌های متفاوتی تولید می‌شوند که انتخاب هر گلند بر اساس سطح مقطع کابل مورد نظر صورت می‌پذیرد. هدف از بکار بردن گلند در اتصال بین کابل و جعبه تقسیم، ایجاد ایمنی کامل برای کابل و اتصالات در برابر لرزش و نیروهای وارده به آن‌ها به منظور جلوگیری از آسیب‌دیدگی و پارگی می‌باشد، همچنین نصب گلند موجب آب‌بندی کامل محل اتصال، در برابر نفوذ رطوبت و گازهای قابل اشتعال به درون جعبه تقسیم می‌شود.